# Paskowniki
Paskowniki (Aegithinidae) – monotypowa rodzina ptaków z rzędu wróblowych (Passeriformes).

## Występowanie
Rodzina obejmuje gatunki występujące w Azji Południowej i Południowo-Wschodniej.

## Morfologia
Długość ciała 11,5–15,4 cm; masa ciała 10–17 g.

## Systematyka

### Etymologia
- Aegithina (Aegithia): gr. αιγιθος aigithos lub αιγινθος aiginthos „nieznany i mityczny ptak”, wspomniany przez Arystotelesa, Aelianusa, Dionizjusza i innych autorów, a następnie wiązany z różnymi gatunkami[13].
- Jora: gr. ιωρος iōros „miejski krzykacz”[14]. Gatunek typowy: Jora scapularis[c] Horsfield, 1821.
- Aethorhynchus: αηθης aēthēs „niezwykły”, od negatywnego przedrostka α- a-; ηθος ēthos „zwyczaj, charakter”; ῥυγχος rhunkhos „dziób”[15]. Gatunek typowy: Iora Lafresnayei Hartlaub, 1844.
- Phoenicomanes: gr. φοινιξ phoinix, φοινικος phoinikos „palma”; -μανης -manēs „namiętnie lubić”, od μανια mania „pasja”, od μαινομαι mainomai „szaleć, złościć się”[16]. Gatunek typowy: Phoenicomanes iora Sharpe, 1874 (= Iora lafresnayei Hartlaub, 1844.

### Podział systematyczny
Do rodziny należy jeden rodzaj z następującymi gatunkami:
- Aegithina tiphia (Linnaeus, 1758) – paskownik zmienny
- Aegithina nigrolutea (G.F.L. Marshall, 1876) – paskownik białosterny
- Aegithina viridissima (Bonaparte, 1850) – paskownik zielony
- Aegithina lafresnayei (Hartlaub, 1844) – paskownik wielkodzioby